# Rhipidomys austrinus
Rhipidomys austrinus (Thomas, 1921) è un roditore della famiglia dei Cricetidi diffuso nell'America meridionale.

## Descrizione

### Dimensioni
Roditore di piccole dimensioni, con la lunghezza della testa e del corpo tra 125 e 137 mm, la lunghezza della coda tra 136 e 165 mm, la lunghezza del piede tra 28 e 31 mm, la lunghezza delle orecchie tra 24 e 25 mm e un peso fino a 70 g.

### Aspetto
La pelliccia è soffice e densa. Le parti dorsali variano dal bruno-grigiastro al bruno-arancione brillante, mentre le parti ventrali sono bianco crema con la base dei peli grigio scura. Le orecchie sono grandi ed ovali. I piedi sono grandi, larghi e con una macchia scura alla base delle dita centrali. La coda è più lunga della testa e del corpo, uniformemente marrone scura, rivestita di corti peli e con un ciuffo di lunghi peli all'estremità.

## Biologia

### Comportamento
È una specie arboricola.

### Alimentazione
Si nutre di semi.

## Distribuzione e habitat
Questa specie è diffusa nella provincia settentrionale argentina di Salta e nel Dipartimento di Santa Cruz in Bolivia.
Vive nelle dense foreste collinari e di vallate tra 360 e 2.000 metri di altitudine.

## Conservazione
La IUCN Red List, considerato il vasto areale, la tolleranza a diversi tipi di habitat e la popolazione presumibilmente numerosa, classifica R.austrinus come specie a rischio minimo (Least Concern).